# Metopius septemcinctus
Metopius septemcinctus là một loài tò vò trong họ Ichneumonidae.